# Rocinela ophthalmica
Rocinela ophthalmica là một loài chân đều trong họ Aegidae. Loài này được Milne Edwards miêu tả khoa học năm 1840.